# Мария (княгиня Мазовии)
Мария (возможно ок. 1140 — после 1167) — вторая жена Болеслава IV. О её происхождении достоверно ничего не известно. Мария вышла замуж за Болеслава до 31 декабря 1167 года, скорее всего, в середине 1160-х годов.
По словам Яна Длугоша после смерти первой жены Верхуславы-Анастасии в 1160 году Болеслав Кудрявый женился на Елене "дочери Ростислава Перемышльского", но в описывая 1173 год Длугош вдову Болеслава Кудрявого называет Марией. Исследователи допускали, что в 1160 и 1173 годы речь шла об одной и то же женщине. О.Бальцер, считал, что Длугош ошибочно назвал её Еленой, так как перепутал имя с именем Елены жены Казимира II, брата Болеслава. Тем самым получается, что Елена-Мария "дочь некого Ростислава Перемышльского". Среди галицких князей известны: Ростислав Володаревич — князь звенигородский в 1092—1124, перемышльский в 1124—1128. Эта версия отражена в энциклопедии Брокгауза и Ефрона. Но этот Ростислав умер в 1128 году и в таком случае его дочери в 1160 году было 32 года или ещё больше. Также известен Ростислав Василькович князь теребовльский с 1124 года, умерший в 1141 году. Также выдвигалась версия, что говоря о Ростиславе имели в виду Ростислава Мстиславича Были и другие варианты. Например M. Urbański писал, что Мария была русской княжной, дочерью Владимира Володаревича.
Таким образом её русинское происхождение вероятно, но не подтверждено в современных источниках, и родословная, данная Длугошем, безусловно, неверна.
Биография княгини Марии подтверждена лишь одним документом. Он датирован 31 декабря 1167 года и касается обмена двумя деревнями женой Болеслава Марией и епископом Краковским Гедкой. О её возможных детях ничего не известно, гипотеза о том, что она является матерью Лешека Болеславовича, не подтверждается(А Длугош датировавший это рождение 1158 годом матерью Лешека называл Анастасию). 
Дата смерти Марии и место захоронения также неизвестны. По словам Яна Длугоша, Мария пережила своего мужа, который умер 5 января 1173 года. Мария вместе с Лешко Болеславовичем и Казимиром II получила от Болеслава Кудрявого долю в княжеских сокровищах, а после смерти мужа похоронила в Кракове.
М Урбанский считал, что отсутствие каких-либо источников позволяет предположить, что её брак с Болеславом IV длился не долго и закончился преждевременной смертью. Известно, что обмен товарами, упомянутый в записке от 31 декабря 1167 года, окончательно не состоялся, что может указывать на то, что она умерла в начале 1168 года. Считается, что она была похоронена в Плоцком соборе.